# Hiệp ước Kyakhta (1915)
Hiệp ước Kyakhta (tiếng Mông Cổ: Хиагтын гэрээ) là một hiệp ước được ký vào ngày 25 tháng 5 (lịch Nga 7 tháng 6) năm 1915 tại Kyakhta, giữa các đại diện Đại hãn quốc Mông Cổ, Đế quốc Nga và Trung Hoa Dân Quốc. Theo đó, Ngoại Mông được công nhận là một phần tự trị thuộc Trung Quốc.

## Bối cảnh
Vào năm 1911, Đại Thanh Đế Quốc sụp đổ do cách mạng, dẫn đến sự thành lập Trung Hoa Dân Quốc, khi đó Mông Cổ nằm trong lãnh thổ Nhà Thanh. Tận dụng tình hình bất ổn chính trị, Ngoại Mông đã tuyên bố độc lập. Người Mông Cổ nhận được sự ủng hộ đáng kể từ Nga, nước có lợi ích trong việc tăng cường ảnh hưởng tại khu vực này. Một hiệp định đã được ký tại Urga (nay là Ulaanbaatar) giữa Nga và Mông Cổ. Hiệp định này củng cố các đặc quyền kinh tế và chính trị của Nga tại Mông Cổ, bao gồm tự do đi lại, thương mại, hoạt động ngân hàng và yêu cầu mọi thỏa thuận ký kết trong tương lại giữa Mông Cổ với Trung Quốc hoặc bất cứ quốc gia nào khác đều phải được chấp thuận từ chính phủ Nga. Mặc dù Nga không chính thức công nhận độc lập Mông Cổ, nhưng coi đây là một vùng có địa vị đặc biệt, khác biệt với Trung Quốc.
Chính phủ Viên Thế Khải lên nắm quyền ở Trung Quốc đã tuyên bố chủ quyền đối với tất cả các vùng lãnh thổ từng thuộc Đại Thanh Đế Quốc, và từ chối công nhận Mông Cổ độc lập. Năm 1913, một "Tuyên bố Trung - Nga" được ký kết, theo đó Nga và Trung Quốc đã trao đổi công hàm, công nhận Mông Cổ là khu tự trị dưới quyền tối cao của Trung Quốc. Tuy nhiên, phía Mông Cổ không công nhận các văn kiện này, làm tình hình trở nên căng thẳng hơn.
Mục tiêu các bên khác biệt với nhau. Mông Cổ với mục tiêu là củng cố độc lập và thống nhất những người Mông Cổ khác dưới một quốc gia duy nhất khi gia nhập đất nước Mông Cổ. Trung Quốc tìm cách làm mất hiệu lực Mông Cổ độc lập bằng cách sử dụng chính người Mông Cổ, hợp nhất Mông Cổ Ngoại và Nội Mông vào lãnh thổ của mình, đồng thời bãi bỏ danh hiệu "Olnoo örgögdsön" (niên hiệu được Đại hãn quốc sử dụng). Nga muốn duy trì ảnh hưởng của mình bằng cách chỉ công nhận chủ quyền danh nghĩa của Trung Quốc đối với Mông Cổ Ngoại, đồng thời giữ vững vị thế chính trị và kinh tế mà Nga đã đạt được qua hiệp ước ký với Mông Cổ năm 1912. Vì vậy, cuộc đàm phán Kyakhta kéo dài 9 tháng từ ngày 26 tháng 8 năm 1914 đến ngày 25 tháng 5 năm 1915. Cuối cùng, vào năm 1915, một thỏa thuận thỏa hiệp ba bên được ký kết tại Kyakhta, theo đó Mông Cổ được công nhận là khu tự trị dưới quyền tối cao của Trung Quốc nhưng với các quyền tự quản rộng rãi.
Ngoài ra hiệp ước cũng giới hạn lãnh thổ "Ngoại Mông tự trị" trong phạm vi bốn tỉnh Khan Kha và khu vực Khovd. Điều này đã chia cắt cưỡng chế tiến trình hợp nhất thành một quốc gia Mông Cổ thống nhất, khiến Ngoại Mông và Nội Mông phải tồn tại như hai thực thể riêng biệt. Hiệp ước còn xác định sơ bộ ranh giới Ngoại Mông và quyết định rằng trong vòng hai năm kể từ ngày ký kết, một ủy ban đặc biệt bao gồm đại diện ba bên sẽ làm rõ chi tiết các ranh giới. Tuy nhiên, điều khoản này không được thực thi, và đến năm 1945, tại Hội nghị Yalta giữa ba cường quốc lớn (Liên Xô, Hoa Kỳ, và Anh), lãnh đạo các nước đã quyết định giữ nguyên trạng Ngoại Mông (Cộng hòa Nhân dân Mông Cổ) với ranh giới lãnh thổ như hiện tại sau chiến tranh.

## Đại diện tham dự
Thành phần các đại biểu được chỉ định từ ba nước phản ánh rõ ràng mục tiêu và lợi ích riêng từng bên.

### Mông Cổ
Phía Mông Cổ đã bổ nhiệm một đoàn đại biểu toàn quyền Chính phủ tham gia đàm phán, đứng đầu là Bộ trưởng Bộ Nội vụ, Nais Bilegt, cùng với cố vấn quốc gia và trợ lý cao cấp, Da Lam Dashjav, người giữ chức Bộ trưởng Bộ Nội vụ (tham gia 13 phiên họp đầu tiên). Thành viên đoàn bao gồm:
- Bộ trưởng Bộ Tài chính, Thổ Tạ Đồ Thân vương Gadinbalyn Chagdarjav,
- Phó Bộ trưởng Bộ Tư pháp, Đạt Nhĩ Đồ Thân vương Udaijav,
- Cố vấn phụ trách Bộ Quốc phòng, Quận vương Manlaibaatar Jamdinsüren,
- Phó Bộ trưởng Bộ Ngoại giao, Quận công Tserendorj,
- Các cố vấn khác như Công tước Jigjidjav,
- Các thông dịch viên gồm Công tước Tsend, Tseveen Jamtsarano, Tsogt Badamjav,
- Và Thư ký biên soạn văn bản, Công tước Nasandejid.

Ngoài các thân vương thuộc Khalkha, đoàn đại biểu còn bao gồm các đại diện từ những nhóm người Mông Cổ khác, như Udaijav, Manlaibaatar Jamdinsüren, Tsend, cùng với những người Buryat như Tseveen Jamtsarano và Tsogt Badamjav. Điều này cho thấy nỗ lực Mông Cổ trong việc đại diện cho lợi ích toàn thể dân tộc Mông Cổ tại các cuộc đàm phán.

### Đế quốc Nga
Phái đoàn Nga do nhà ngoại giao giàu kinh nghiệm Alexander Ykovlevich Miller, Tổng Lãnh sự tại Urga từ tháng 8 năm 1913, dẫn đầu. Các cố vấn gồm: A.D. Khitrov, Ủy viên biên giới Nga tại Kyakhta, Trung tá Bộ Tổng Tham mưu; A.P. Boloban, đại diện Bộ Công thương Nga tại Tổng Lãnh sự quán Nga; cùng các thư ký Brunnert và Nam tước Renne, và phiên dịch viên Abiduev.

### Trung Hoa Dân Quốc
Phái đoàn Trung Quốc do tướng Tất Quế Phương, nguyên Tổng tư lệnh quân sự và dân sự tỉnh Hắc Long Giang, dẫn đầu. Các cố vấn gồm: nhà ngoại giao giàu kinh nghiệm Trần Lục, từng làm Đại sứ Trung Quốc tại Mexico; Trần Nghi, cố vấn Ủy ban Mông Cổ-Tây Tạng. Thư ký gồm Vương Tĩnh Kỳ và Phương Kỳ Quán; phiên dịch gồm Phương Phân và Phó Hải.
Sau hội nghị Kyakhta, Trần Lục và Trần Nghi lần lượt được bổ nhiệm làm đại diện Trung Hoa Dân Quốc tại Mông Cổ. Đặc biệt, Trần Nghi là người đã soạn thảo văn bản "64 điều" nhằm xóa bỏ chế độ tự trị Ngoại Mông. Tất Quế Phương và Trần Lục cũng đã viết hồi ký về việc tham dự hội nghị Kyakhta; các tác phẩm này được xuất bản lần lượt tại Thượng Hải vào các năm 1928 và 1919.

## Mục tiêu các bên tham dự

### Mông Cổ
Mục tiêu chính Chính phủ Mông Cổ và các đại diện toàn quyền khi tham gia Hiệp ước Kyakhta là:
1. Đảm bảo độc lập đã được tuyên bố vào năm 1911.
2. Thống nhất Mông Cổ và các dân tộc Mông Cổ khác đã bày tỏ mong muốn gia nhập và ủng hộ Chính phủ Mông Cổ.

Kết quả thực hiện các mục tiêu này của Mông Cổ:
- Mông Cổ có Đại Hãn.
- Có Chính phủ Quốc gia.
- Có quyền giải quyết các vấn đề nội bộ.
- Có quân đội riêng.
- Có lãnh thổ riêng.
- Có đường biên giới được xác định rõ ràng.
- Không cho phép người Trung Quốc nhập cư ồ ạt.
- Không cho phép quân đội nước ngoài đóng quân trên lãnh thổ.
- Có quyền ký kết các hiệp định thương mại quốc tế.
- Đảm bảo rằng Nga và Trung Quốc không can thiệp vào việc thực hiện các quyền trên.
- Dù quyền chính trị Mông Cổ bị hạn chế theo hiệp ước, từ "quốc gia" vẫn được ghi trong văn bản hiệp ước.

### Trung Quốc
Mục tiêu Chính phủ Trung Quốc và các đại diện toàn quyền khi tham gia Hiệp ước Ba bên là:
1. Đưa cả Nội và Ngoại Mông Cổ hoàn toàn vào sự kiểm soát của Trung Quốc, Trung Hoa Dân Quốc là quốc gia kế thừa Đế Quốc Đại Thanh và thừa hưởng mọi quyền lợi liên quan đến dân tộc Mông Cổ.
2. Thuyết phục Mông Cổ hoàn toàn chấp nhận các tuyên bố của Trung Quốc và Nga, bác bỏ sự độc lập, quốc hiệu, và tước hiệu Đại Hãn Mông Cổ.

Kết quả thực hiện các mục tiêu này của Trung Quốc:
- Nội Mông vẫn được Trung Quốc kiểm soát.
- Đối với Ngoại Mông, gặp phải sự phản kháng mạnh mẽ từ Nga và Mông Cổ, dẫn đến việc chỉ giữ lại quyền "chủ quyền danh nghĩa" (suzerainty).
- Trong quá trình đàm phán, các đại diện Trung Quốc phản đối việc gọi Mông Cổ là "quốc gia" trong văn bản hiệp ước. Họ cho rằng việc này sẽ đồng nghĩa với việc Mông Cổ đã tách khỏi Trung Quốc và đòi hỏi Mông Cổ từ bỏ độc lập để quay lại dưới sự kiểm soát từ Trung Quốc, nhưng điều này không thành công.

### Nga
Mục tiêu chính Chính phủ Nga và các đại diện toàn quyền khi tham gia Hiệp ước Ba bên là:
1. Củng cố vị trí và ảnh hưởng chính trị, kinh tế mà Nga đã giành được sau khi hỗ trợ cuộc cách mạng dân tộc Mông Cổ năm 1911.
2. Biến Ngoại Mông thành một quốc gia chủ yếu nằm dưới sự ảnh hưởng từ Nga.

Kết quả thực hiện các mục tiêu này của Nga:
- Trong giai đoạn đầu đàm phán tại Kyakhta, Đế quốc Nga đã ký 4 hiệp định với Mông Cổ, bao gồm các thỏa thuận về cho vay, cung cấp vũ khí, xây dựng đường sắt và điện báo. Những hiệp định này giúp Nga củng cố vị thế chính trị và kinh tế tại Mông Cổ.
- Đối với Ngoại Mông, Nga công nhận quyền "chủ quyền danh nghĩa" (suzerainty) từ Trung Quốc nhưng chỉ trên hình thức. Điều này giúp Nga duy trì ảnh hưởng mà không gây xung đột với các đồng minh của mình như Anh và Pháp liên quan đến vấn đề biên giới.

## Quá trình ký kết
Cuộc đàm phán bắt đầu vào ngày 26 tháng 8 năm 1914, khi phía Trung Quốc đưa ra bốn điều kiện bắt buộc đối với Ngoại Mông. Các điều kiện đó bao gồm: Ngoại Mông phải công nhận "Tuyên bố Trung - Nga" và các tài liệu liên quan kèm theo; Ngoại Mông phải tuyên bố rằng họ là một phần tự trị trong khuôn khổ hành chính của Trung Hoa Dân Quốc; Ngoại Mông phải từ bỏ tước hiệu Đại Hãn, và Bogd Khan (vị lãnh đạo tinh thần và chính trị Mông Cổ) sẽ chỉ được gọi là "Jebtsundamba Khutughtu Hãn Ngoại Mông", theo sự sắc phong từ Đại Tổng thống Trung Hoa Dân Quốc; Ngoại Mông không được sử dụng niên hiệu riêng ("Thời kỳ Độc lập") mà phải sử dụng niên hiệu Trung Hoa Dân Quốc.
Nói cách khác, từ niên hiệu đến quốc hiệu, tất cả các biểu tượng thể hiện tính độc lập và chủ quyền một quốc gia đều bị phía Trung Quốc bác bỏ, buộc Ngoại Mông phải chấp nhận các điều kiện trên. Đáp lại, phía Mông Cổ đã soạn thảo một tuyên bố gồm sáu điều, nhằm bảo vệ quan điểm và quyền lợi của mình trong các cuộc đàm phán.
Đặc phái viên toàn quyền của Nga, Miller, để giải quyết vấn đề, đã tuyên bố: "Ngoại Mông là một quốc gia tự trị đặc biệt, và Trung Quốc chỉ có thể thực hiện quyền tối cao danh nghĩa (suzerain). Quốc gia này cần có một chính phủ riêng hoạt động độc lập trong phạm vi lãnh thổ và quyền hạn riêng, không phụ thuộc vào chính quyền trung ương Trung Quốc". Sau đó, tại phiên họp thứ 9, theo đề xuất từ phía Nga, các bên đã trao đổi dự thảo hiệp ước, cụ thể: phía Nga đưa ra dự thảo gồm 21 điều, phía Trung Quốc 23 điều, và phía Mông Cổ 13 điều. Việc trao đổi các văn bản này đã làm rõ lập trường từng bên.
Sau khi xem xét các dự thảo, trưởng đoàn đại biểu Mông Cổ đã gửi điện tín về thủ đô Urga (nay là Ulaanbaatar), trong đó ông nhận định: "Không có bất kỳ điều gì từ phía Trung Quốc mà chúng ta có thể chấp nhận, dự thảo của Trung Quốc quá áp đặt, trong khi dự thảo của Nga lại quá mơ hồ".
Nhà sử học Mông Cổ Lhamsuren Zhamsran nhận định rằng, do ba đề xuất quá khác biệt đã được đưa ra thảo luận, nên rõ ràng không thể giải quyết vấn đề chỉ bằng một trong ba đề xuất đó. Thay vào đó, chỉ có hai con đường khả dĩ: hoặc tìm kiếm một giải pháp trung hòa bằng cách kết hợp các yếu tố từ cả ba bên, hoặc từ bỏ hoàn toàn đàm phán và không sử dụng các biện pháp chính trị để giải quyết vấn đề.
Vào thời điểm đó, Đế quốc Nga đã bị cuốn vào Chiến tranh Thế giới thứ nhất và dồn toàn bộ sự chú ý về phía Tây. Do đó, họ muốn nhanh chóng giải quyết cuộc đàm phán này theo cách có lợi nhất cho mình. Trong khi đó, Trung Hoa Dân Quốc, dù tuyên bố giữ thái độ trung lập trong chiến tranh thế giới, lại đang chịu áp lực từ Nhật Bản, quốc gia đã chiếm tỉnh Sơn Đông và áp đặt "21 yêu sách" đối với Trung Quốc. Điều này khiến Trung Quốc cũng muốn thúc đẩy nhanh tiến trình đàm phán, đồng thời củng cố vị trí của mình tại Mông Cổ.
Trong bối cảnh đó, cả Nga và Trung Quốc đều gia tăng áp lực đối với Chính phủ Mông Cổ. Họ không chỉ gây khó khăn trong các cuộc đàm phán mà còn tỏ thái độ coi thường các đại diện Mông Cổ. Đại biểu toàn quyền Da Lam Dashjav bị đánh giá là "không hiểu biết về chính trị", trong khi cố vấn Manlaibaatar Jamdinsüren bị xem là "kiêu ngạo".
Do những áp lực và mâu thuẫn này, thủ đô Urga (Nay là Ulaanbaatar) đã triệu hồi cả hai người vào tháng 11 năm 1914. Thay vào đó, phó bộ trưởng Bộ Tư pháp, Tế Nông vương Shirnendamdin, được bổ nhiệm làm trưởng đoàn đại diện. Với sự thay đổi này, các cuộc đàm phán ba bên đã quay trở lại quỹ đạo ổn định hơn.
Các cuộc tranh luận ba bên tập trung vào hai nhóm vấn đề chính. Nhóm vấn đề thứ nhất liên quan đến tên gọi quốc gia Mông Cổ, chính phủ, tước hiệu Đại Hãn và hệ thống lịch niên đại quốc gia. Nhóm vấn đề thứ hai bao gồm các vấn đề về biên giới Mông Cổ, thương mại, hải quan, thuế quan và việc qua lại giữa công dân ba quốc gia.
Vào ngày 25 tháng 5 năm 1915 (theo lịch Mông Cổ là năm Thỏ Xanh, tháng đầu tiên mùa hè), một thỏa thuận đã được ký kết giữa đại diện ba bên tại Kyakhta. Đại diện phía Trung Quốc là Tất Quế Phương và Trần Lục, phía Nga là Alexander Ykovlevich Miller, và phía Mông Cổ là Shirnendamdin và Chagdarjav. Hiệp ước bao gồm 22 điều khoản, được lập bằng bốn ngôn ngữ: Pháp, Mông Cổ, Trung Quốc và Nga. Sau khi ký kết, các văn bản đã được trao đổi giữa các bên, đánh dấu kết thúc hội nghị.
Theo thông tin từ phía Trung Quốc, trong quá trình thương lượng để đạt được thỏa thuận này, đã có 48 cuộc họp chính thức và 40 cuộc gặp không chính thức được tổ chức. Phía Trung Quốc thậm chí từng từ chối công nhận các đại diện Mông Cổ là một bên có đầy đủ quyền hạn chính thức trong đàm phán.

## Nội dung thỏa thuận
Mông Cổ đã công nhận Tuyên bố Nga-Trung năm 1913 và các ghi chú giữa Nga và Trung Quốc vào ngày 23 tháng 10 năm 1913 (Điều 1), công nhận quyền tự trị Ngoại Mông trong cấu trúc Trung Quốc dưới sự bảo hộ tối cao từ Trung Quốc (Điều 2). Mông Cổ từ bỏ quyền ký kết các hiệp ước quốc tế liên quan đến các vấn đề chính trị và lãnh thổ (Điều 3), đồng ý sử dụng lịch Trung Quốc song song với lịch Mông Cổ (Điều 4).
Tuy nhiên, Mông Cổ được công nhận quyền độc quyền quản lý các vấn đề nội bộ của mình và được phép ký các hiệp ước quốc tế liên quan đến thương mại và công nghiệp (Điều 5). Nga và Trung Quốc cam kết không can thiệp vào quản lý nội bộ và cấu trúc chính trị Ngoại Mông (Điều 6).
Về lực lượng quân sự, số lượng lính hộ tống ở Urga (Ulaanbaatar) dưới quyền đại diện Trung Quốc được giới hạn ở mức 200 người (Điều 7), còn dưới quyền đại diện Nga là 150 người (Điều 8). Các lính hộ tống đi theo các quan chức Trung Quốc hoặc Nga đến các khu vực khác được giới hạn ở mức 50 người (Điều 7 và 8).
Hiệp ước cũng quy định quyền bình đẳng đại diện Trung Quốc và Nga trong việc tiếp kiến riêng với Bogd Khan (Điều 19) và quyền giám sát các đại diện Trung Quốc trong việc thực hiện các quyền bảo hộ Trung Quốc tại Ngoại Mông (Điều 10).
Ngoài ra, hiệp ước bao gồm các điều khoản liên quan đến việc xác định biên giới lãnh thổ Ngoại Mông với Trung Quốc (Điều 11), quy định hải quan (Điều 12), thiết lập tòa án (Điều 13–16), quyền sở hữu đường dây điện báo từ Kyakhta qua Urga đến Kalgan (Điều 17), và duy trì hoạt động bưu chính theo các cơ sở trước đây (Điều 18).
Hiệp ước cũng quy định việc phân bổ đất đai và cơ sở cho các đại diện Trung Quốc (Điều 19), cũng như quyền sử dụng các trạm bưu chính (Điều 20). Văn bản của hiệp ước được soạn thảo bằng bốn ngôn ngữ: Nga, Mông Cổ, Trung Quốc và Pháp, trong đó văn bản tiếng Pháp được xem là bản chuẩn mực (Điều 22).
Để thực hiện việc phân định biên giới và thảo luận chi tiết về việc sử dụng điện báo, hai ủy ban đặc biệt gồm đại diện Nga, Trung Quốc và Ngoại Mông đã được đồng ý thành lập.

## Kết thúc
Mặc dù hiệp ước năm 1915 đã ghi nhận tình trạng tự trị Mông Cổ, nhưng quốc gia này vẫn giữ được tính độc lập và sự tồn tại nhà nước riêng biệt.
Nội chiến Nga đã làm suy yếu ảnh hưởng của Nga tại Mông Cổ. Đến năm 1918, một đơn vị nhỏ quân đội Trung Quốc đã đến Urga (nay là Ulaanbaatar) theo yêu cầu từ một số thành viên trong giới lãnh đạo Mông Cổ. Một bộ phận tầng lớp quý tộc Mông Cổ, không hài lòng với chính phủ Bogd Khan, ngày càng tỏ ra ủng hộ việc trở lại quyền quản lý trực tiếp của Trung Quốc đối với vùng Khalkha.
Vào tháng 10 năm 1919, quân đội của Từ Thụ Tranh đã chiếm đóng Mông Cổ, vi phạm Hiệp ước Kyakhta. Ngày 22 tháng 11 năm 1919, Tổng thống Trung Hoa Dân Quốc Từ Thế Xương đã đơn phương tuyên bố hủy bỏ Hiệp ước Kyakhta và tuyên bố Mông Cổ là một phần Trung Quốc.
Tuy nhiên, đến năm 1921, nam tước Roman von Ungern-Sternberg đã đánh bại quân đội chiếm đóng Trung Quốc và giải phóng Ngoại Mông khỏi sự cai trị Trung Quốc.